# 标题党

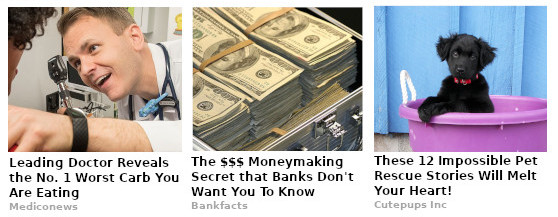
虚构的“密友盒”式广告实例，采用常见的点击率策略利用信息差距来鼓励读者的好奇心，并承诺提供易于阅读的编号列表

标题党（英語：clickbait，又稱釣魚式標題、诱饵式标题），指网络中故意用较为夸张、耸动的文章标题以及縮圖以吸引网友点击观看文章、視頻或帖子的人，特别是與用實際上与内容完全无关或联系不大的文字當標題。标题党的前身可追溯自十九世纪美国新闻业中存在的黄色新闻现象。

## 特点
在网络中，一些网友在发表文章时为了能在海量的资讯中较快的吸引网友的注意，使用一些较为有新意，同时也比较夸张的文章标题，但其文章的实际内容与文章标题关系不大，甚至是毫无关联，只是字面意思所产生的误差所致。例如，某文章以“闹市中惊现悬挂于车外的裸尸”作为标题，其内容只是一张白条鸡悬挂在轿车尾的图片。

## 例子
| 标题及图片舉例                                         | 内容 |
| ------------------------------------------------------ | --- |
| 惊呆！福建幼儿园慘案，孩子直接从三楼被扔下             | 图片+文字：福建某幼儿园发生局部火灾，消防队员進入搶救，教师将孩子从火场抛到消防員鋪設的气垫上                     |
| 大劫日！大量蒙面少年攻佔臺北街頭，攔路搶劫             | 视频：呼應萬聖夜活動，一群戴著面具的孩子向店家索討糖果                                                            |
| 中国人打贏美国人！暴爽！没WIFI也要看                   | 视频：一场普通的外國拳击比赛，美国華裔选手打赢了美国白人选手                                                      |
| 一夫多妻超爽世界！你說我未開化，我爽把嫂子、弟妹NTR    | 图片+文字：一位古代遊牧民族戰士，在兄弟戰死後，按草原文化傳統迎娶了遺孀                                           |
| 這也算出家？法師開歐洲名車買酒回家，載辣妹雙修生小孩？ | 图片+文字：一位穿著海青從葬儀社下班的民間法師，開著二手斯柯达，到學校門口搭載提著兩瓶米酒的妻子與揹著書包的孩子。 |

## 影响
标题党作为一种作为较容易被注意的手段，目前在中国大陸、香港、臺灣已经有延伸到报刊杂志（如《父涉姦兒子女友被捕》）、出版界的事例，而一些影视剧、舞台剧的名称也随之模仿。而在NBA上的一些标语，也被认为是标题党。
2015年10月9日，中国网信办在其网站发表了题为《标题党、图片党该收手了》的文章，抨击部分中国媒体从业者忽视甚至无视标题与内容的贴切关系，骗取点击率，文不对题的乱象。
2017年1月，中国网信办进一步打击各门户网站出现的“标题党”行为，并设立商业网站“标题党”问题举报专区，要求中国6家主要商业网站在其首页显著位置设置举报入口。